# Harrogate and Knaresborough

Localisation de la circonscription au sein du Yorkshire du Nord.

La circonscription de Harrogate and Knaresborough  est une circonscription électorale britannique. Située dans le Yorkshire du Nord, elle comprend comme son nom l'indique les villes de Harrogate et Knaresborough. Elle remplace la circonscription de Harrogate en 1997. Depuis 2010, elle est représentée à la Chambre des communes par Andrew Jones du Parti conservateur.

## Liste des députés depuis 1997
- 1997 : Phil Willis (libéral-démocrate)
- 2010 : Andrew Jones (conservateur)